# Diaconessenbrug
Diaconessenbrug (brug 454, was ook bekend als: Willemsbrug) is een vaste brug in Amsterdam-Zuid. 
De brug vormde de verbinding tussen het Vondelpark (aan de noordelijke kant van de brug) en het Willemspark (aan de zuidelijke kant), waaraan ze haar volksnaam dankt. Een brug was hier nog niet echt nodig, want de omliggende woonwijk bij de Koningslaan kwam er pas in de jaren nul van de 20e eeuw. De eerste echte straat in de buurt was destijds de Koninginneweg, waaraan ook de eerste woningen kwamen. Het terrein van het Willemspark werd geleidelijk aan volgebouwd en sinds de 2e helft van de 20e eeuw is het Emmaplein nog een vaag overblijfsel van wat ooit een begin van een park is geweest.   
De brug werd ontworpen door Willem Springer, die mede verantwoordelijk was voor het ontwerp van de Blauwbrug, hetgeen terug te vinden is in de gelijkenissen tussen de koninklijke pylonen. De pylonen van de Blauwbrug lijken op die van bruggen in Parijs, die van de Willemsbrug kregen bolvormige bekroningen. De brug kent sier-smeedijzeren balustrades waarbij ook schilden met de letter “W” zichtbaar zijn. Die balustrades lopen in het Vondelpark door tot langs de walkant. In de balustrades zijn kandelaberzuiltjes te vinden. De brug kan voorts afgesloten worden door middel van siersmeedijzeren hekwerken. De brug is een rijksmonument.
De brug kent vanuit het Vondelpark een stevig stijgend talud, dat al begint aan de overkant van de eerste dwarsweg in het park.
De brug stond tot april 2016 officieus bekend als Willemsbrug. Er was echter in Amsterdam een andere brug die officieel de Willemsbrug heet, brug 151 over de Singelgracht. De officieuze benaming voor deze brug (454) werd daarom geschrapt.
In april 2017 werd voorgesteld en in juli van dat jaar besloten de brug te vernoemen naar de diaconessen. In de nabijheid van de brug, aan de Koninginneweg en Van Eeghenstraat, was van 1898 tot 1987 het Luthers Diaconessenziekenhuis (LDI, Koninginneweg 1) gevestigd en een aantal verpleegsters daarvan woonden daar ook.

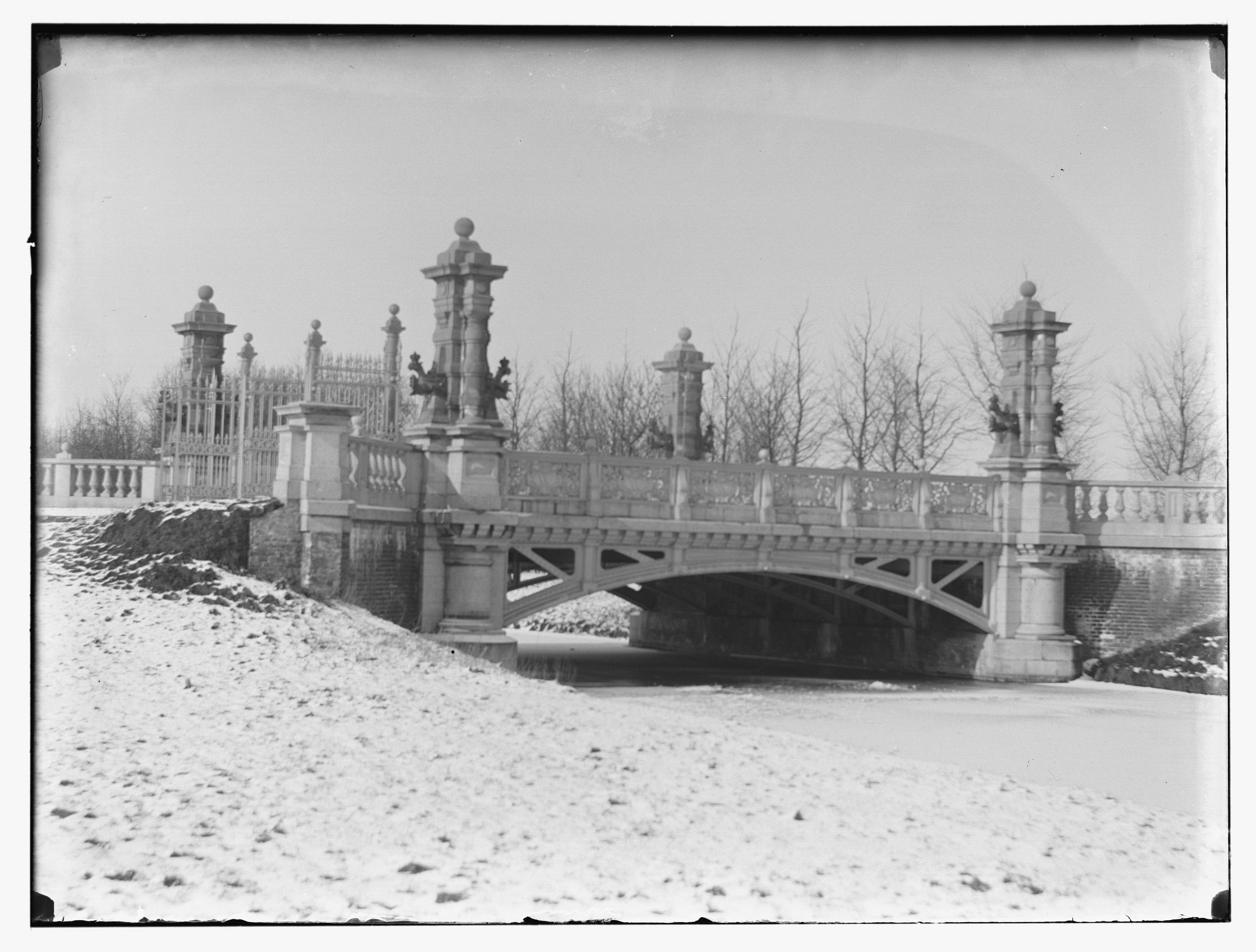
Willemsbrug, vastegelegd door Jacob Olie in 1892
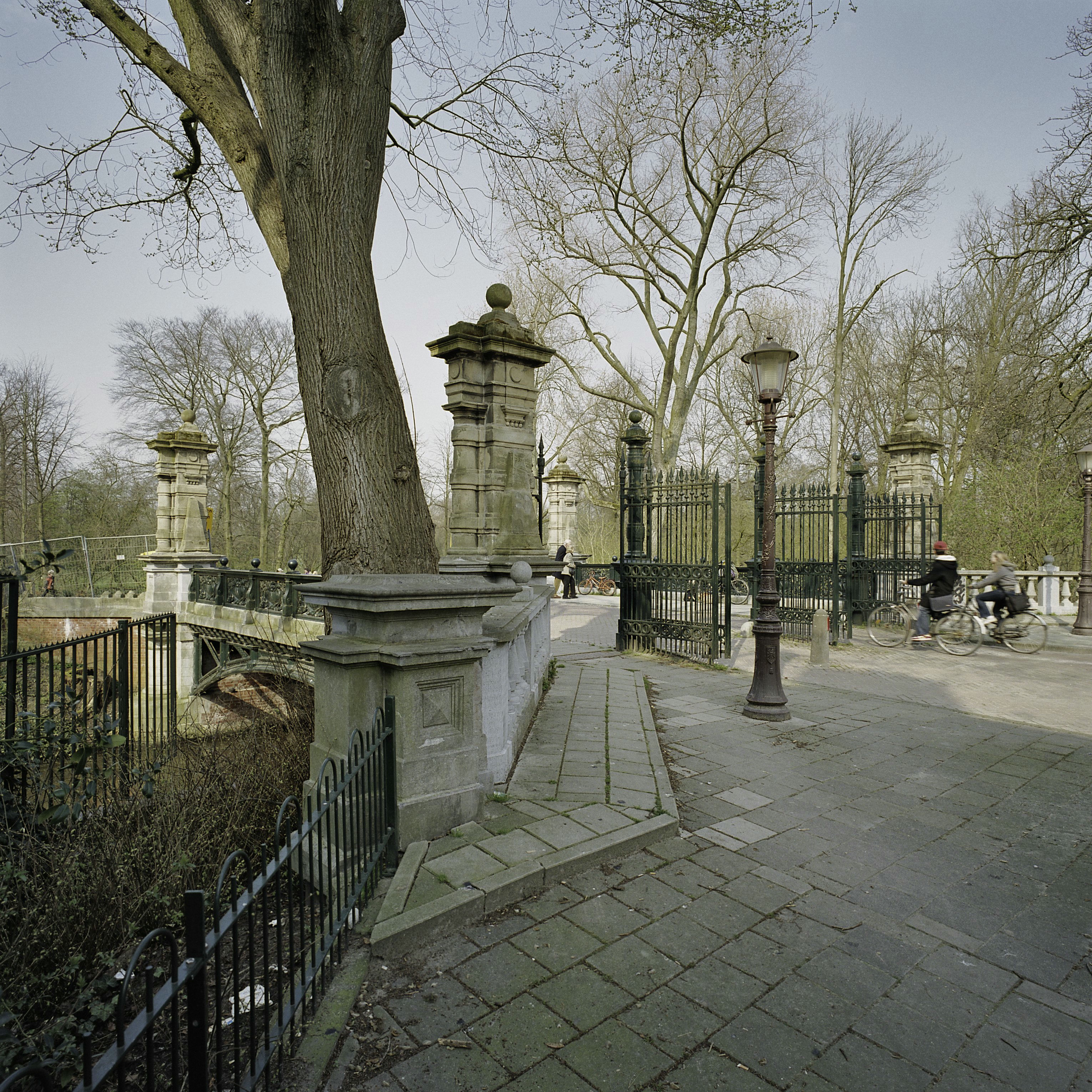
Brug 454 het park inziend
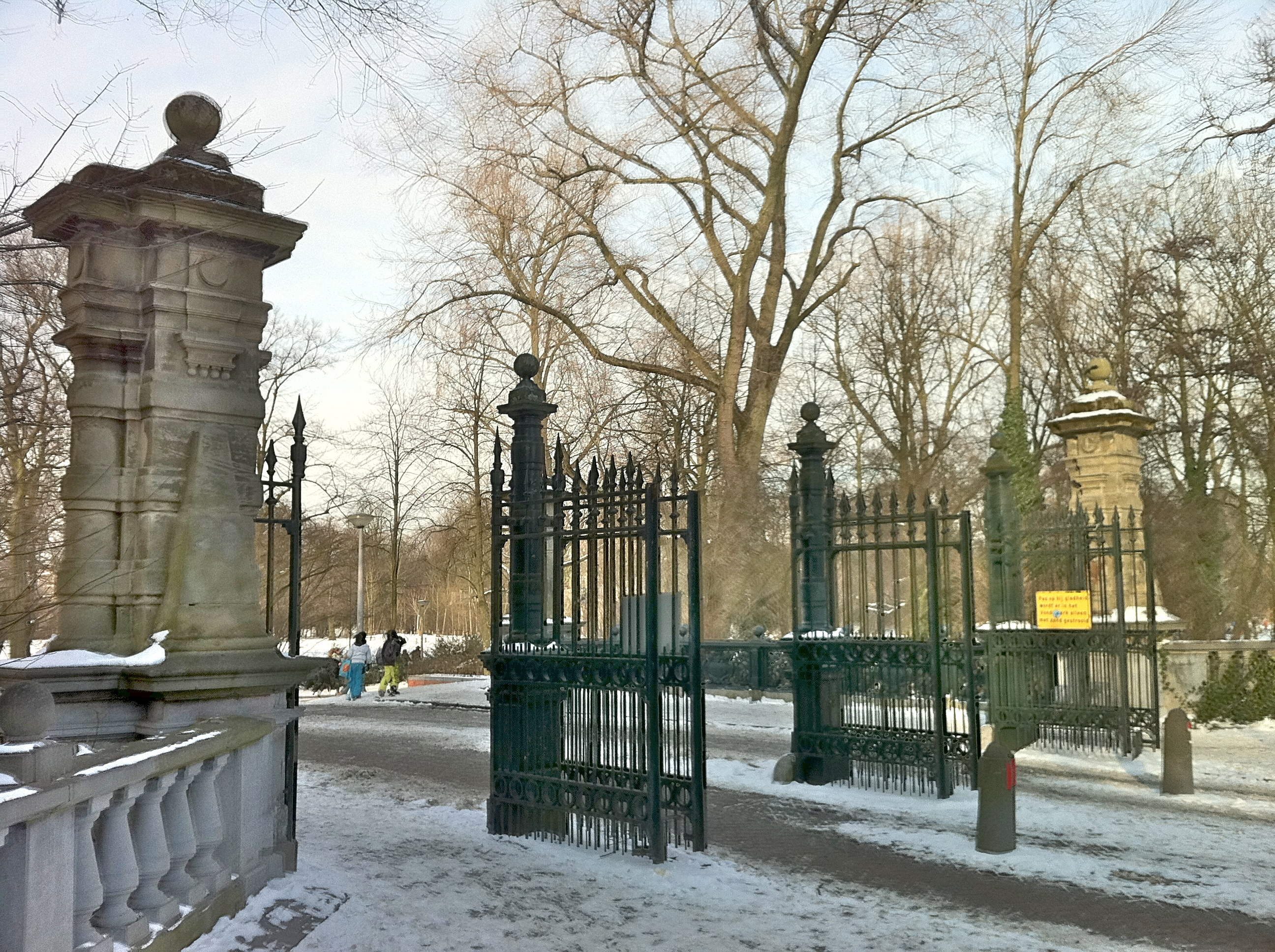
De brug, gezien naar het Vondelpark

<<< · 400 · 401 · 402 · 403 · 404 · 405 · 406 · 407 · 408 · 409 · 410 · 411 · 413 · 414 · 415 · 416 · 417 · 418 · 419 · 420 · 421 · 422 · 423 · 424 · 425 · 427 · 429 · 430 · 431 · 432 · 433 · 434 · 435 · 436 · 437 · 438 · 439 · 440 · 441 · 442 · 443 · 444 · 445 · 446 · 447 · 448 · 449 · 450 · 451 · 452 · 453 · 454 · 455 · 456 · 457 · 458 · 459 · 460 · 461 · 462 · 463 · 464 · 465 · 466 · 469 · 470 · 471 · 472 · 473 · 474 · 475 · 476 · 478 · 479 · 480 · 482 · 483 · 485 · 486 · 487 · 488 · 489 · 490 · 491 · 492 · 493 · 494 · 495 · 496 · 497 · 499 · >>>
Brugnummers 412, 426, 428, 467, 468, 477, 481, 484 en 498 zijn niet (meer) vergeven.